# Primera División 1949-1950 (Spagna)
La Primera División 1949-1950 è stata la 19ª edizione della massima serie del campionato spagnolo di calcio, disputata tra il 4 settembre 1949 e il 23 aprile 1950 e concluso con la vittoria del Atlético Madrid, al suo terzo titolo.
Capocannoniere del torneo è stato Telmo Zarraonaindía (Athletic Bilbao) con 25 reti.

## Stagione

### Novità
In vista del futuro allargamento a 16 squadre previsto per l'edizione successiva, non ci furono retrocessioni dirette ma bensì degli spareggi interdivisionali. Le ultime due squadre classificate sfidavano la terza e la quarta classificata nel girone finale di Segunda División. Le vincenti ottenevano il diritto di iscriversi alla successiva edizione della Primera División.

## Classifica finale
|  | Pos. | Squadra             | Pt | G  | V  | N | P  | GF | GS | DR  |
|  | ---- | ------------------- | -- | -- | -- | - | -- | -- | -- | --- |
|  | 1.   | Atlético Madrid     | 33 | 26 | 15 | 3 | 8  | 71 | 51 | +20 |
|  | 2.   | Deportivo La Coruña | 32 | 26 | 12 | 8 | 6  | 48 | 38 | +10 |
|  | 3.   | Valencia            | 31 | 26 | 12 | 7 | 7  | 71 | 43 | +28 |
|  | 4.   | Real Madrid         | 31 | 26 | 11 | 9 | 6  | 60 | 49 | +11 |
|  | 5.   | Barcellona          | 29 | 26 | 13 | 3 | 10 | 67 | 47 | +20 |
|  | 6.   | Athletic Bilbao     | 29 | 26 | 12 | 5 | 9  | 72 | 66 | +6  |
|  | 7.   | Celta Vigo          | 28 | 26 | 13 | 2 | 11 | 63 | 50 | +13 |
|  | 8.   | Real Sociedad       | 27 | 26 | 9  | 9 | 8  | 57 | 43 | +14 |
|  | 9.   | Real Valladolid     | 25 | 26 | 8  | 9 | 9  | 49 | 46 | +3  |
|  | 10.  | Siviglia            | 25 | 26 | 11 | 3 | 12 | 60 | 61 | -1  |
|  | 11.  | Español             | 22 | 26 | 8  | 6 | 12 | 42 | 64 | -22 |
|  | 12.  | Malaga              | 21 | 26 | 8  | 5 | 13 | 44 | 51 | -7  |
|  | 13.  | Gimnàstic           | 16 | 26 | 7  | 2 | 17 | 39 | 99 | -60 |
|  | 14.  | Real Oviedo         | 15 | 26 | 4  | 7 | 15 | 30 | 65 | -35 |

Legenda:
      Campione di Spagna e invitata alla Coppa Latina 1950.
  Partecipa algli spareggi interdivisionali.
      Retrocesse in Segunda División 1950-1951.
Regolamento:
Due punti a vittoria, uno a pareggio, zero a sconfitta.
In caso di arrivo di due o più squadre a pari punti, la graduatoria verrà stilata secondo la classifica avulsa tra le squadre interessate che prevede, in ordine, i seguenti criteri:
- Punti negli scontri diretti.
- Differenza reti negli scontri diretti.
- Differenza reti generale.
- Reti realizzate in generale.

## Spareggi

### Spareggi interdivisionali
|             | Risultati |             | Luogo e data              |
| ----------- | --------- | ----------- | ------------------------- |
| Gimnàstic   | 3-6       | Alcoyano    | Barcellona, 2 luglio 1950 |
| Real Oviedo | 0-2       | Real Murcia | Madrid, 2 luglio 1950     |
|             |           |             |                           |

## Statistiche

### Squadre

#### Capoliste solitarie
|    | —— | —— | —— | ——              | ——              | ——              | —— | ——          | ——          | ——          | ——          | ——          | ——          | ——          | ——          | ——          | ——  | ——  | ——  | ——  | ——  | ——  | ——              | ——              | ——              | —— |  |
|    |    |    |    | Athletic Bilbao | Athletic Bilbao | Athletic Bilbao |    | Real Madrid | Real Madrid | Real Madrid | Real Madrid | Real Madrid | Real Madrid | Real Madrid | Real Madrid | Real Madrid |     | RMa |     |     |     |     | Atlético Madrid | Atlético Madrid | Atlético Madrid |    |  |
|    |    |    |    |                 |                 |                 |    |             |             |             |             |             |             |             |             |             |     |     |     |     |     |     |                 |                 |                 |    |  |
|    |    |    |    |                 |                 |                 |    |             |             |             |             |             |             |             |             |             |     |     |     |     |     |     |                 |                 |                 |    |  |
| 1ª | 2ª | 3ª | 4ª | 5ª              | 6ª              | 7ª              | 8ª | 9ª          | 10ª         | 11ª         | 12ª         | 13ª         | 14ª         | 15ª         | 16ª         | 17ª         | 18ª | 19ª | 20ª | 21ª | 22ª | 23ª | 24ª             | 25ª             | 26ª             |    |  |

#### Primati stagionali
- Maggior numero di vittorie: Atlético Madrid (15)
- Minor numero di sconfitte: Deportivo, Real Madrid (6)
- Migliore attacco: Athletic Bilbao (72 reti segnate)
- Miglior difesa: Deportivo (38 reti subite)
- Miglior differenza reti: Valencia (+28)
- Maggior numero di pareggi: Real Madrid, Real Sociedad, Real Valladolid (9)
- Minor numero di pareggi: Celta Vigo, Gimnàstic (2)
- Maggior numero di sconfitte: Gimnàstic (17)
- Minor numero di vittorie: Real Oviedo (4)
- Peggior attacco: Real Oviedo (30 reti segnate)
- Peggior difesa: Gimnàstic (99 reti subite)
- Peggior differenza reti: Gimnàstic (-60)